# Maracatu nação

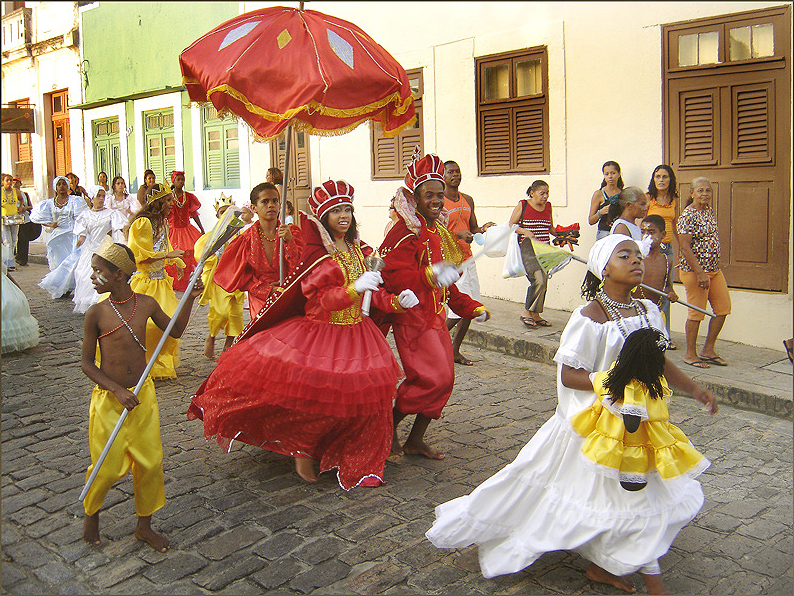
Bloco de maracatu em Olinda. A calunga (boneca negra) vai na frente com a dama do paço.

O maracatu nação ou maracatu de baque virado é um tipo de maracatu, um ritmo musical, dança e ritual de sincretismo religioso com origem no estado de Pernambuco. Trata-se do mais antigo ritmo afro-brasileiro.
É formado por um conjunto musical percussivo que acompanha um cortejo real. Os grupos apresentam um espetáculo repleto de simbologias e marcado pela riqueza estética e pela musicalidade. O momento de maior destaque consiste na saída às ruas para desfiles e apresentações no período carnavalesco.

## História
O registro mais antigo que se tem sobre o maracatu nação data de 1711, mas o ano de sua origem é incerto. O que se sabe é que ele surgiu em Pernambuco e vem se transformando desde então.
Um dos maracatus mais antigos é o Maracatu Elefante, fundado em 15 de novembro de 1800 no Recife pelo escravo Manuel Santiago após sua insurreição contra a direção do Maracatu Brilhante. A escolha do elefante como nome e símbolo da agremiação deveu-se ao fato deste animal ser protegido por Oxalá, orixá associado à criação do mundo e da espécie humana. Uma das peculiaridades deste maracatu é o costume de conduzir três calungas (bonecas negras) ao invés de duas como é comum aos outros maracatus. São elas: Dona Leopoldina, Dom Luís e Dona Emília, que representam os orixás Iansã, Xangô e Oxum, respectivamente. Outra característica singular do Nação Elefante é o fato de ter sido o primeiro a ser conduzido por uma matriarca, pois até então os maracatus sempre tinham sido regidos por uma figura masculina.

## Cortejo
Os cortejos de maracatu são uma tentativa de refletir as antigas cortes africanas. Os negros, ao serem sequestrados e vendidos como escravos, trouxeram para o Brasil suas raízes e mantiveram seus títulos de nobreza.
O cortejo é composto por uma bandeira ou estandarte abrindo as alas. Logo atrás, segue a dama do paço, que carrega a mística calunga, representando todas as entidades espirituais do grupo.
Atrás dela, seguem as iabás (popularmente chamadas de baianas) e, pouco depois, a corte e o rei e a rainha dos maracatus. Os títulos de rei e rainha são passados de forma hereditária. Essa ala representa a nobreza da Nação.
De cada lado seguem as escravas ou catirinas, normalmente jovens, que usam vestimentas de chitão.
Mantendo o ritmo do desfile, seguem os batuqueiros. Os instrumentos são diversos: alfaias, que são tambores, caixas ou taróis, ganzás e abês, esses conduzidos por mulheres que vão à frente desse grupo e que fazem, do seu toque, um espetáculo a parte.

## Personagens
As personagens que compõem o cortejo são os seguintes:
1. Porta-estandarte, que leva o estandarte; este contém, basicamente, o nome da agremiação, uma figura que o represente e o ano que foi criada.
2. Dama do paço, mulher que leva, em uma das mãos, a calunga (boneca de madeira, ricamente vestida, que simboliza uma entidade ou rainha já morta).
3. Rei e rainha, as figuras mais importantes do cortejo. É por sua coroação que tudo é feito.
4. Vassalo, um escravo que leva o pálio (guarda-sol que protege os reis).
5. Figuras da corte como príncipes, ministros e embaixadores.
6. Damas da corte, senhoras ricas que não possuem título nobiliárquicos.
7. Iabás, que são escravas.
8. Batuqueiros, que animam o cortejo tocando vários instrumentos, como caixas de guerra, alfaias (tambores), gonguê, xequerês, maracás, entre outros.

## Nações e grupos de Maracatu de Baque Virado

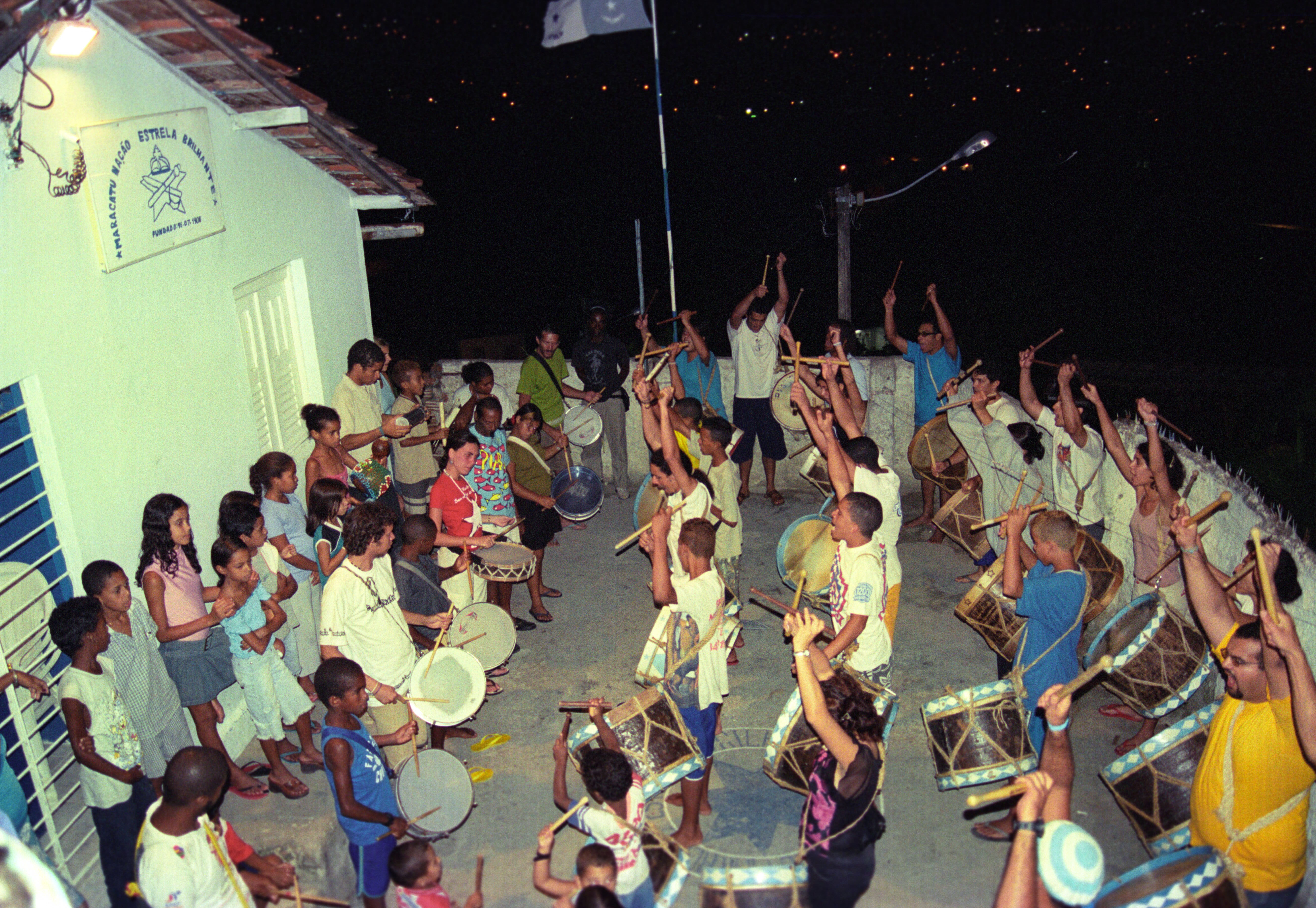
Nação de maracatu Estrela Brilhante do Recife.

Existem grupos de Maracatu Nação em todo o território brasileiro, e também no exterior, especialmente na Europa e América do Norte.